# Akste (jezero)
Akste je jezero u okrugu Põlva, južna Estonija.